# Bomlitz (Walsrode)
Bomlitz ist ein Stadtteil von Walsrode im niedersächsischen Landkreis Heidekreis. Bomlitz ist der Kernort der ehemaligen Gemeinde Bomlitz, die bis zum 31. Dezember 2019 existierte.

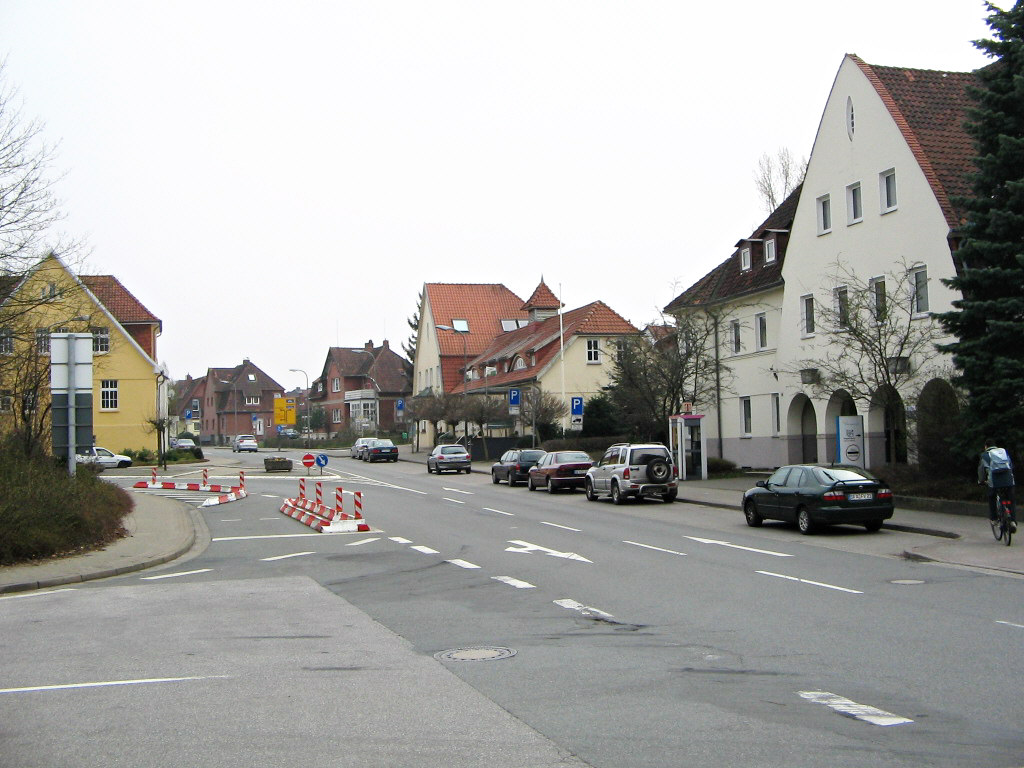
Der Kernbereich von Bomlitz mit Gebäuden aus den 1920er Jahren

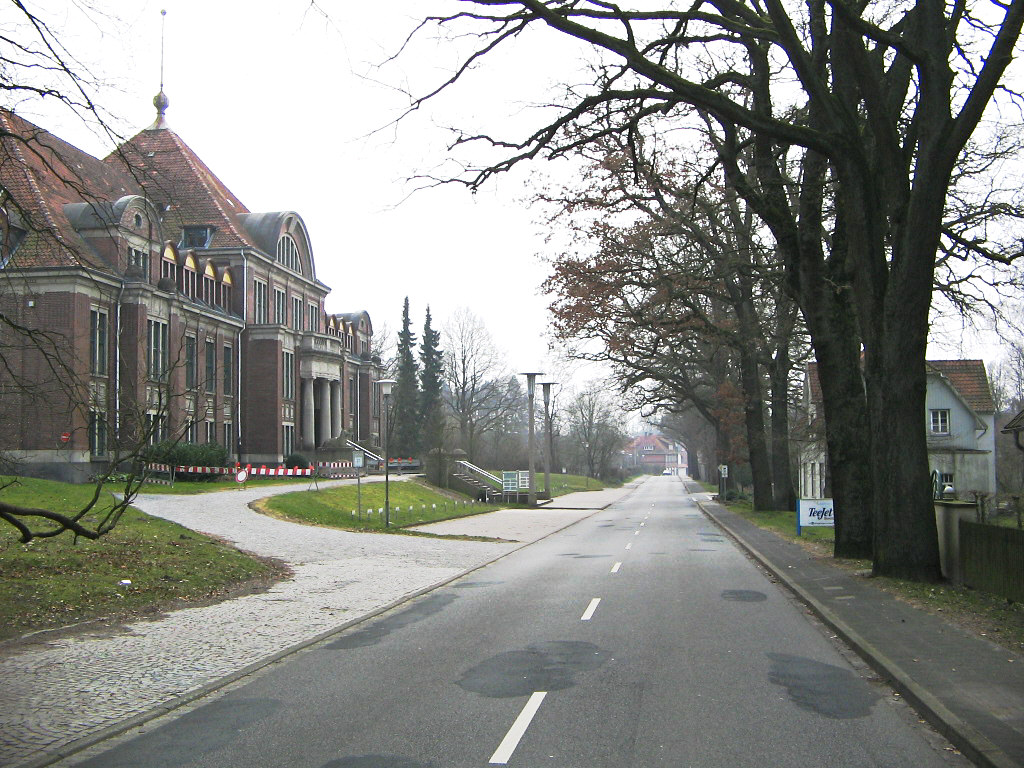
Das alte Verwaltungsgebäude in der August-Wolff-Straße

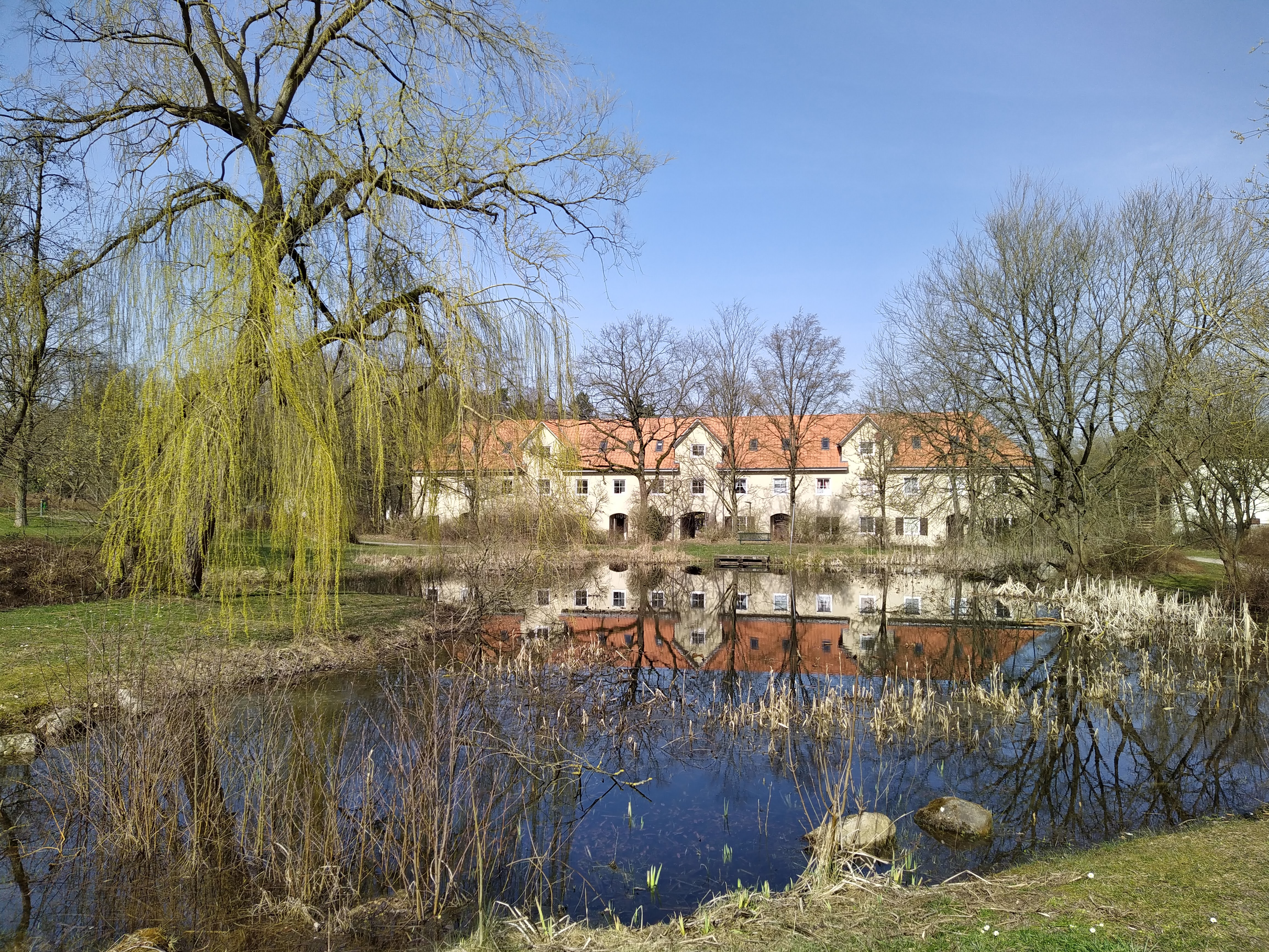
Der Bürgerpark in der Ortsmitte

## Lage und Struktur
Der Ort liegt nordöstlich der Kernstadt Walsrode am sanften Osthang des Bomlitztales, das hier in auffälligen Windungen verläuft. Die Keimzelle des Ortes ist das einstige Altwerk Wolff des heutigen Industrieparks Walsrode, der sich auch den Westhang des Tales hinaufzieht. Im Ort treffen die Kreisstraßen K 135, K 156 und K 158 aufeinander. Die Siedlungsgebiete bestehen zumeist aus Einfamilien- und Reihenhäusern. Das an die Werksanlagen angrenzende Geschäftszentrum ist für einen Ort von mehr als 3000 Einwohnern gering entwickelt.

## Geschichte
Im Jahr 1681 erfolgte am damals noch Bommelse genannten Bach die Gewerbeansiedlung, aus der sich gut 200 Jahre später der Ort Bomlitz entwickelte. Die vom begüterten Papiermacher Gabriel Pfuhl errichtete Papiermühle an der Bommelse firmierte laut Wasserzeichen als Bomlitz. 1770 wurde der große Betrieb durch Hochwasser zerstört. Die erneute Zerstörung 1774 bedeutete sein Ende. Im Jahr 1815 wurde eine Neuerrichtung als Pulvermühle genehmigt. Sie wurde nach ihrer Fertigstellung 1824 vom Walsroder Mitinhaber August Wolff übernommen.
Der Bedarf an weiteren Stauanlagen für Mühlen zur Schwarzpulverherstellung führte zum Zukauf von Land entlang der Bomlitz, wodurch parallel das um 1850 bereits rund 330 Hektar umfassende Gut Bomlitz entstand. Das Unternehmen expandierte, inzwischen als Wolff & Co., und entwickelte weltweite Handelsbeziehungen. Ab 1877 wurde es, zunächst mit der Produktion von Schießbaumwolle, nach und nach ein Unternehmen der chemischen Industrie, nach dem Zweiten Weltkrieg ausschließlich mit zivilen Produkten. 
Die Entwicklung des Kernorts Bomlitz war im 19. Jahrhundert mit der Werksgeschichte noch nahezu identisch. Anfangs waren die meisten Wohnungen werkseigen, ihre Anzahl stieg von 60 im Jahr 1905 (im Gutsbezirk) auf 168 im Jahr 1945.
Der 1883 aus der Gemeinde Westerharl ausgegliederte Gutsbezirk Bomlitz wurde 1928 in eine Gemeinde umgewandelt. Anfang der 1920er Jahre entstand das Ortszentrum mit den heute noch markanten Gebäuden der Hauptverwaltung, des Sozialgebäudes, des Hauptpförtners und des Ledigenheims, später auch Gaststätten, ein Fest- und Speisesaal, ein Fußballplatz, ein Schwimmbad, Tennisplätze und anderes. Die Gebäude aus dieser Zeit haben teilweise eine betont städtische Architektur und stehen teilweise unter Denkmalschutz. Bomlitz bekam 1916 Eisenbahnanschluss über die 3,6 Kilometer lange elektrifizierte Werkbahn Cordingen-Bomlitz. 
Im Jahr 1968 wurden Benefeld, Bomlitz, Borg (mit Cordingen) und Uetzingen zu einer neuen Gemeinde Bomlitz zusammengeschlossen. Seit der Gemeindereform, die am 1. März 1974 in Kraft trat, bis zum 31. Dezember 2019 war Bomlitz der Kernort und einer von acht Ortsteilen der Gemeinde Bomlitz.
Am 1. Januar 2020 fusionierte die Gemeinde Bomlitz mit der Stadt Walsrode. Die ehemaligen Ortsteile der bisherigen Gemeinde Bomlitz – und damit auch der Kernort Bomlitz – wurden zu Stadtteilen von Walsrode.

## Sehenswürdigkeiten
siehe auch Liste der Baudenkmale in Walsrode (Außenbezirke)#Bomlitz